# Пітер О'Тул
Пітер О'Тул (повне ім'я Пітер Шимус Лоркан О'Тул, англ. Peter Seamus Lorcan O'Toole, ірл. Peadar Séamus Lorcán Ó Tuathail, *2 серпня 1932 — 14 грудня 2013) — британський актор ірландського походження, який зіграв у понад сотні фільмів та серіалів.

## Біографія
Пітер О'Тул народився у 1932 році. Деякі джерела називають місцем його народження географічну область Коннемара, графство Голвей, Ірландія. Але інші вказують місцем народження актора місто Лідс у Західному Йоркширі, Англія. Сам актор вважав себе ірландцем.
Майбутній актор, син Констанції Джейн Еліот (до шлюбу Фергюсон), шотландської медсестри, і Патріка Джозефа «Спатса» О'Тула, ірландського лудильника, футболіста і букмекера, ріс у індустріальному районі Ханслет у південному Лідсі. Коли Пітеру був один рік, його родина розпочала п'ятирічний тур містами з найбільшими іподромами у Північній Англії.
Через Другу світову війну родина О'Тула була евакуйована з Ханслету. У 7-8 років Пітер пішов до католицької школи — середньої школи ім. Св. Джозефа у Холбеку, де монахині намагалися виправити його ліворукість. У 14 років Пітер покинув школу, приєднавшись до місцевої газети «Yorkshire Evening Post» як журналіст-стажер та фотограф. Він працював там, доки не був прикликаний у віці 18 років на службу до Королівського Флоту зв'язківцем. Після повернення Пітер вирішив присвятити себе акторському мистецтву.

## Акторська кар'єра

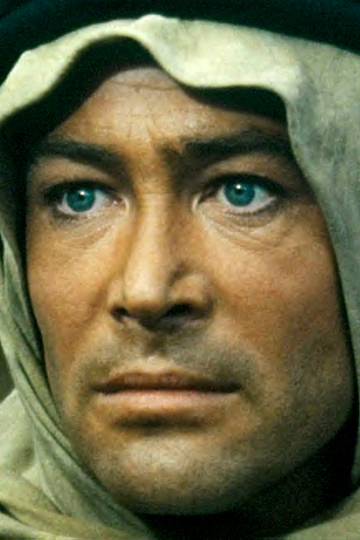
Пітер О'Тул у кінострічці «Лоуренс Аравійський» (1962)

У 1952–1954 роках О'Тул відвідував Королівську академію драматичного мистецтва після того, як отримав відмову у театральній школі Театру Абатства в Дубліні через те, що він не володів ірландською. Навчався у академії разом з такими майбутніми зірками, як Річард Гарріс, Алан Бейтс, Альберт Фінні. Кілька років працював на сцені театру «Брістоль Олд Вікс», граючи у постановках за творами Шекспіра. Перший непримітний кінодебют актора відбувся у 1956 році у британському телевізійному серіалі «Червоний Первоцвіт» (The Scarlet Pimpernel). Справжнім проривом для Пітера О'Тула стала роль британського розвідника Томаса Едварда Лоуренса у кінострічці «Лоуренс Аравійський», яка вийшла на екрани у 1962 році. Ця роль принесла йому всесвітню славу і нагороду Британської академії у номінації «Найкращий британський актор». Також за роль у цій кінострічці Пітер О'Тул був вперше за свою акторську кар'єру номінований на отримання престижної кінонагороди «Оскар» у номінації «Найкраща чоловіча роль» — в наступні роки актор номінувався на отримання «Оскару» ще сім разів.

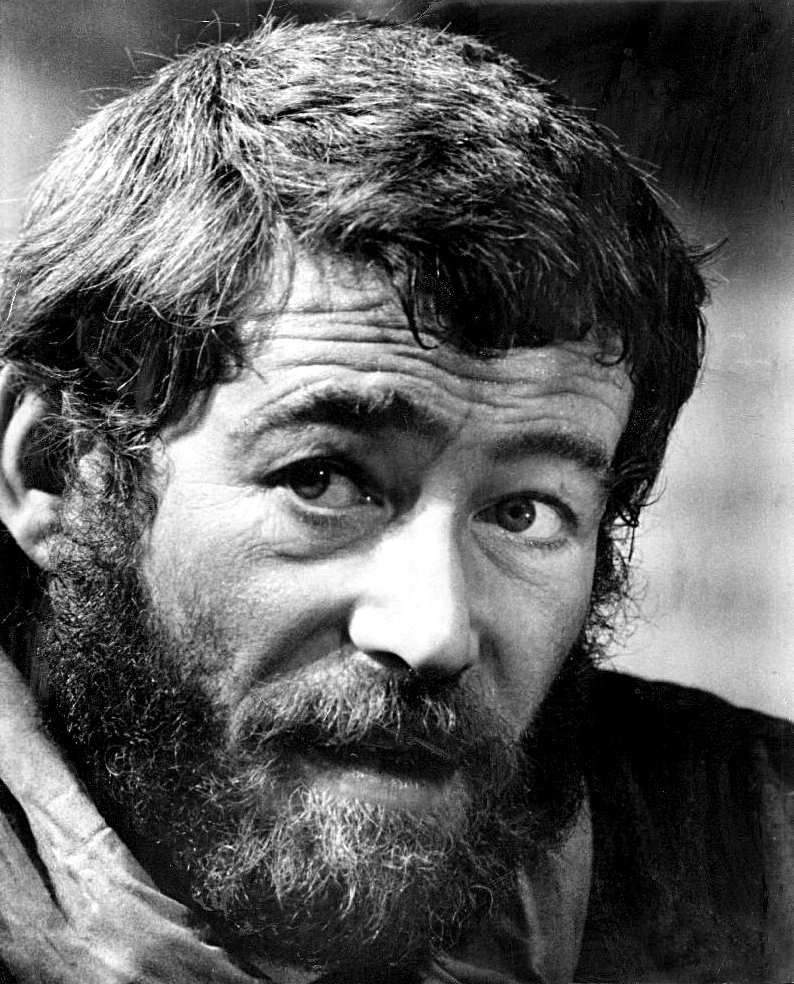
Пітер О'Тул у ролі Генріха ІІ у кінострічці «Лев узимку» (1968)

Найвизначнішими ролями Пітера О'Тула в кіно стали ролі в таких кінострічках, як: «Бекет» (1964), «Як вкрасти мільйон» (1966), «Лев узимку» (1968), «Трюкач» (1980), «Останній імператор» (1987), «Венера» (2006).
Протягом життя актор також успішно грав на театральній сцені. Особливо вдалою була його роль у британських постановках п'єси Кіта Спенсера Вотерхауса «Джеффрі Бернард нездужає». Вперше він зіграв головну роль у цій п'єсі у 1989 році і з великим успіхом продовжував втілювати цей образ ще протягом десяти років на сценах різноманітних театрів.
Також актор озвучував Антуана Его у мультиплікаційному фільмі «Рататуй» (2007).
За всю свою акторську кар'єру Пітер О'Тул вісім разів номінувався на отримання «Оскару», але жодного разу так і не отримав цю нагороду. У 2003 році йому нарешті було присуджено премію «Оскар» за видатні заслуги у кінематографі, яку актор спочатку відмовився приймати, мотивуючи це тим, що він «все ще в грі», але зрештою погодився прийняти нагороду.
У липні 2012 року у віці 79 років Пітер О'Тул оголосив про закінчення своєї акторської кар'єри:
|  | Зацікавленість у цьому покинула моє серце: вона більше не повернеться. Моє професійне акторське життя, на сцені і на екрані, принесло мені загальну підтримку, емоційне задоволення і матеріальний комфорт. [... ]Тим не менше, я вважаю, що кожен сам повинен вирішувати, коли йому піти. |

## Особисте життя
З 1959 по 1979 рік був одружений з валлійською акторкою Шан Філліпс. У цьому шлюбі у нього народилося дві доньки: Кейт О'Тул і Патриція О'Тул. Також у актора є син від американської моделі Карен Браун — Лоркан Патрік О'Тул.
У 1970-х роках актор мав серйозні проблеми з алкоголем, які ставили під загрозу його життя. Результатом алкоголізму став рак шлунку, який актор успішно поборов і кинув пити. Саме алкоголізм став причиною розлучення актора з Шан Філліпс.
Пітер О'Тул помер 14 грудня 2013 року у лондонському госпіталі Велінгтон від рецидиву раку шлунка. Прах актора, згідно його заповіту, був розвіяний у Ірландії.

## Фільмографія
| Рік       |    | Українська назва                        | Оригінальна назва                              | Роль |
| --------- | -- | --------------------------------------- | ---------------------------------------------- | --- |
| 1956—1956 | с  | Червоний первоцвіт (ТВ)                 | The Scarlet Pimpernel (TV)                     | Перший солдат (серія «A Tale of Two Pigtails») |
| 1958      | ф  | Брати Кастильоні (ТВ)                   | The Castiglioni Brothers (TV)                  | Маріо |
| 1959      | ф  | Довгий, і короткий, і високий (ТВ)      | The Long and the Short and the Tall (TV)       | 877 Private Bamforth, C. |
| 1960      | ф  | Викрадений                              | Kidnapped                                      | Робін МакГрегор |
| 1960      | ф  | Сайван: королівська донька              | Siwan: The King's Daughter                     | Ґвайлім Де Бреос |
| 1960      | ф  | Невинні дикуни                          | The Savage Innocents                           | Перший солдат |
| 1960      | ф  | День, коли пограбували англійський банк | The Day They Robbed the Bank of England        | Капітан Монті Фітч |
| 1959—1961 | с  | Рандеву (ТВ)                            | Rendezvous (TV Series)                         | Джон / Ларрі Дюнн / Патрік О`Тул |
| 1962      | ф  | Лоуренс Аравійський                     | Lawrence of Arabia                             | Т.Е.Лоуренс |
| 1964      | ф  | Бекет                                   | Becket                                         | Його король / король Генріх ІІ |
| 1965      | ф  | Лорд Джим                               | Lord Jim                                       | Лорд Джим |
| 1965      | ф  | Що нового, кицюню?                      | англ. What's New Pussycat                      | Майкл Джеймс |
| 1965      | ф  | Кулик                                   | The Sandpiper                                  | закадровий голос (у титрах не вказаний) |
| 1966      | ф  | Як украсти мільйон                      | How to Steal a Million                         | Саймон Дермотт |
| 1966      | ф  | Біблія                                  | The Bible: In the Beginning...                 | Три янгола |
| 1966      | ф  | Ніч генералів                           | The Night of the Generals                      | Генерал Танц |
| 1967—1967 | с  | ITV Play of the Week (TV Series)        | ITV Play of the Week (TV Series)               | Гаррі Ессендін (серія «Present Laughter») |
| 1967      | ф  | Казино Рояль                            | Casino Royale                                  | Шотландський шпигун (у титрах не вказаний) |
| 1968      | ф  | Лев узимку                              | The Lion in Winter                             | Генріх ІІ |
| 1968      | ф  | Катерина Велика                         | Great Catherine                                | Капітан Чарльз Едстансон |
| 1969      | ф  | Прощавайте, містер Чіпс                 | Goodbye, Mr. Chips                             | Артур Чіппінг |
| 1970      | ф  | Братська любов                          | Country Dance                                  | Сер Чарльз Ферґюсон |
| 1971      | ф  | Війна Мерфі                             | Murphy's War                                   | Мерфі |
| 1972      | ф  | Під молочним деревом                    | Under Milk Wood                                | Капітан Том Кет |
| 1972      | ф  | Правлячий клас                          | The Ruling Class                               | Джек Ґурні, 14-й граф Ґурні |
| 1972      | ф  | Людина з Ла Манчі                       | Man of La Mancha                               | Дон Кіхот де Ла Манча / Мігель де Сервантес / Алонсо Кіхана |
| 1975      | ф  | Пуп'янок троянди                        | Rosebud                                        | Ларрі Мартін |
| 1975      | ф  | Людина на ім`я П`ятниця                 | Man Friday                                     | Робінзон Крузо |
| 1976      | ф  | Фокстрот                                | Foxtrot                                        | Лівіу |
| 1976      | ф  | Полювання на людину(ТВ)                 | Rogue Male (TV)                                | Сер Роберт Хантер |
| 1978      | ф  | Могутня гра                             | Power Play                                     | Полковник Зеллер |
| 1979      | ф  | Світанок зулусів                        | Zulu Dawn                                      | Лорд Челмсфорд |
| 1979      | ф  | Калігула                                | Caligula                                       | Тиберій |
| 1980—1980 | с  | Strumpet City (miniseries)              | Strumpet City (miniseries)                     | Джим Ларкін |
| 1980      | ф  | Трюкач                                  | The Stunt Man                                  | Ілай Кросс |
| 1981—1981 | с  | Масада                                  | Masada (miniseries)                            | Генерал Корнеліус Флавій Сільва |
| 1982      | ф  | Мій улюблений рік                       | My Favorite Year                               | Алан Свонн |
| 1982      | ф  | Людина і надлюдина                      | Man and Superman                               | Джек Таннер |
| 1983      | ф  | Свенґалі (ТВ)                           | Svengali                                       | Антон Босняк |
| 1983      | мф | Шерлок Холмс і Долина Страху            | Sherlock Holmes and the Valley of Fear]        | Шерлок Холмс, озвучення |
| 1983      | мф | Шерлок Холмс і Знак Чотирьох            | Sherlock Holmes and the Sign of Four           | Шерлок Холмс, озвучення |
| 1983      | мф | Шерлок Голмс і прокляття Баскервіля     | Sherlock Holmes and the Baskerville Curse      | Шерлок Холмс, озвучення |
| 1983      | мф | Шерлок Холмс і Етюд у Багряних Тонах    | Sherlock Holmes and a Study in Scarlet         | Шерлок Холмс, озвучення |
| 1984      | ф  | Кім (ТВ)                                | Kim                                            | Лама |
| 1984      | ф  | Супердівчина                            | Supergirl                                      | Залтар |
| 1985      | ф  | Творець                                 | Creator                                        | Доктор Гаррі Волпер |
| 1986—1986 | с  | Театр Рея Бредбері                      | The Ray Bradbury Theater                       | Джон Гамптон (серія «Banshee») |
| 1986      | ф  | Клуб «Рай»                              | Club Paradise                                  | Губернатор Ентоні Клойден Хейс |
| 1987      | ф  | Останній імператор                      | The Last Emperor                               | Реджінальд «Р.Дж.» Джонстон |
| 1988      | ф  | Вищі духи                               | High Spirits                                   | Пітер Планкетт |
| 1989—1989 | с  | Темний янгол                            | The Dark Angel                                 | Дядько Сайліс Ратін (епізоди 1.2, 1.3.) |
| 1989      | ф  | У місячну ніч                           | In una notte di chiaro di luna                 | Професор Ян МакШул |
| 1990      | ф  | Крила слави                             | Wings of Fame                                  | Сезар Валентин |
| 1990      | ф  | Шлях до свободи (ТВ)                    | Crossing to Freedom                            | Джон Сідні Говард |
| 1990      | ф  | Викрадач веселки                        | The Rainbow Thief                              | Принц Мелагре |
| 1990      | мф | Принц Лускунчик                         | The Nutcracker Prince                          | Панталун, озвучення |
| 1991      | ф  | Король Ральф                            | King Ralph                                     | Сер Седрік Чарльз Віллінгем |
| 1991      | ф  | Ізабель Ебергардт                       | Isabelle Eberhardt                             | Майор Лайоті |
| 1992      | ф  | Доньки Ребекки                          | Rebecca's Daughters                            | Лорд Сарн |
| 1992—1992 | с  | Штатські                                | Civvies                                        | Баррі Ньюмен (епізоди 1.1, 1.4, 1.6) |
| 1993      | ф  | Сьома монета                            | The Seventh Coin                               | Еміль Сабер |
| 1994—1994 | с  | Рай і Пекло: Північ і Південь. Книга 3  | Heaven & Hell: North & South, Book III         | Сем Трамп (епізоди 1.1, 1.2, 1.3) |
| 1995      | ф  | Напружена атмосфера                     | Heavy Weather                                  | Кларенс, Граф Емсфорт |
| 1996      | ф  | Пригоди Гуллівера (ТВ)                  | Gulliver's Travels                             | Імператор ліліпутів |
| 1996—1996 | с  | Театр шедеврів (ТВ)                     | Masterpiece Theatre (TV Series)                | Граф Емсфорт («Напружена атмосфера») |
| 1997      | ф  | Чарівна історія                         | FairyTale: A True Story                        | Сер Артур Конан Дойл |
| 1998      | ф  | Фантоми                                 | Phantoms                                       | Доктор Тімоті Флайт |
| 1998      | ф  | Повернення додому                       | Coming Home                                    | Полковник Едгар Кері-Льюїс |
| 1999      | ф  | Маєток                                  | The Manor                                      | Містер Равенскрофт |
| 1999      | ф  | Молокаї: Історія батька Дамьєна         | Molokai: The Story of Father Damien            | Вільям Вільямсон |
| 1999      | ф  | Жанна Д'Арк                             | Joan of Arc                                    | Єпископ Кошон |
| 1999      | ф  | Джеффрі Бернард нездужає (ТВ)           | Jeffrey Bernard Is Unwell (TV Movie)           | Джеффрі Бернард |
| 2002—2002 | с  | Виховання Макса Бікфорда                | The Education of Max Bickford                  | Сідні МакНайт (серія «One More Time») |
| 2002      | ф  | Суцільна нісенітниця                    | Global Heresy                                  | Лорд Фокслі |
| 2002      | ф  | Остання завіса                          | The Final Curtain                              | Джей-Джей Кертіс |
| 2003      | ф  | Золота молодь                           | Bright Young Things                            | Полковник Блаунт |
| 2003      | ф  | Троя                                    | Troy (film)                                    | Пріам |
| 2005—2005 | с  | Казанова                                | Casanova                                       | Старий Казанова |
| 2005      | ф  | Містична Індія                          | Mystic India                                   | … |
| 2005      | ф  | Лессі                                   | Lassie                                         | Герцог |
| 2006      | ф  | Венера                                  | Venus                                          | Моріс |
| 2006      | ф  | Одна ніч з королем                      | One Night with the King                        | Пророк Самуїл |
| 2007—2008 | с  | Комедійна мапа Британії                 | Comedy Map of Britain                          | Кларенс, граф Емсвортський |
| 2007      | мф | Рататуй                                 | Ratatouille                                    | Антуан Его, озвучення |
| 2007      | ф  | Зоряний пил                             | Stardust                                       | Король |
| 2008—2008 | с  | Тюдори                                  | The Tudors                                     | Папа Павло ІІІ (епізоди 2.1 «Усе прекрасно», 2.3 «Шах і мат», 2.4 «Акт про правонаступництво», 2.5 «Задоволення Його Величності», 2.6 «Визначення кохання», 2.7 «Справи державні», 2.8 «Фрейліна») |
| 2008      | ф  | Декан Спенлі                            | Dean Spanley                                   | Гораціо Фіск |
| 2008      | ф  | Різдвяний будиночок                     | Christmas Cottage                              | Глен |
| 2009—2009 | с  | Залізниця                               | Iron Road                                      | Релік (епізоди 1.1, 1.2) |
| 2012      | ф  | Ельдорадо                               | Eldorado                                       | Оповідач |
| 2012      | ф  | Битва за свободу                        | For Greater Glory: The True Story of Cristiada | Отець Крістофер |
| 2014      | ф  | Катерина Александрійська                | Katherine of Alexandria                        | Галлус |
| 2015      | ф  | Весь світ біля наших ніг                | The Whole World at Our Feet                    | Тагбот |

## Цікаві факти
- Донька актора Кейт О'Тул та син Лоркан О'Тул — теж актори.
- Пітер О'Тул товаришував з нинішнім президентом Ірландії Майклом Денієлом Гіґґінсом.
- Зіграв одну з головних ролей у першому повнометражному фільмі за сценарієм Вуді Аллена «Що нового, кицю?».[11]
- Двічі грав англійського короля Генріха II.
- Двічі грав на екрані з Омаром Шарифом: вперше у військовій драмі «Лоуренс Аравійський», вдруге у кінострічці «Викрадач веселки».